# Hina Yōmiya
Hina Yōmiya (羊宮 妃那?, Hina Yōmiya; Prefettura di Nara, 26 marzo 2000) è una doppiatrice giapponese.
Lavora per l'Aoni Production e ha iniziato la sua carriera nel 2020, interpretando personaggi come ad esempio Nodoka Yagi in Selection Project e Shinju Inui in My Dress-Up Darling.

## Biografia
Yōmiya è nata nella prefettura di Nara il 26 marzo 2000. Nel 2019, ha partecipato all'audizione per interpretare il ruolo principale nella prossima serie anime Sakugan, dove è diventata una delle sette finaliste. Anche se alla fine non ha vinto il ruolo, è diventata affiliata all'agenzia di talenti Aoni Production l'anno successivo.
La doppiatrice ha avuto il suo primo ruolo da protagonista in una serie anime nel 2021, doppiando Nodoka Yagi in Selection Project. L'anno successivo, ha interpretato Shinju Inui in My Dress-Up Darling, Ginny Fin de Salvan in The Greatest Demon Lord Is Reborn as a Typical Nobody e Sakurako Mikage in Soredemo Ayumu wa yosetekuru. Nel 2023 ha interpretato Lainie Cyan in The Magical Revolution of the Reincarnated Princess and the Genius Young Lady e Anna Yamada in The Dangers in My Heart.

## Filmografia

### Anime
2021
- Selection Project, Nodoka Yagi[2]

2022
- My Dress-Up Darling, Shinju Inui[3]
- The Greatest Demon Lord Is Reborn as a Typical Nobody, Ginny Fin de Salvan[4]
- In the Heart of Kunoichi Tsubaki, Mokuren[8]
- Soredemo Ayumu wa yosetekuru, Sakurako Mikage[5]

2023
- The Magical Revolution of the Reincarnated Princess and the Genius Young Lady, Lainie Cyan[6]
- Ars no kyojuu, Kuumi[9]
- The Dangers in My Heart, Anna Yamada[7]
- BanG Dream! It's MyGo!!!!!, Tomori Takamatsu[10]

2024
- Squalificati - Ranger Reject, Fighter XX[11]

2025
- Mobile Suit Gundam GQuuuuuuX, Lalah Sune

### Videogiochi
2014
- Granblue Fantasy, Thalassa

2017
- Fire Emblem Heroes, Seithr, Kvasir
- Azur Lane, Kala Ideas[12]

2022
- Goddess of Victory: Nikke, Alice[13]

2023
- Atelier Ryza 3: Alchemist of the End & the Secret Key, Kala Ideas[14]
- Magia Record, Tsuyu Mizuna
- Takt Op. Symphony, Opera [The Freeshooter][15]
- Neptunia Game Maker R:Evolution, Reedio

2024
- Wuthering Waves, Taoqi